# Rachid Kanfouah
Rachid Kanfouah est un boxeur français né en Algérie le 17 mars 1973.

## Palmarès
- Champion de France 2001 des poids moyens.
- Il perd en Allemagne lors de sa première chance européenne contre Danilo Häussler le 31 mai 2003.
- Champion IBC (International Boxing Council) puis WBO Inter-Continental des mi-lourds en 2006.
- 13 janvier 2007: défaite pour le titre européen vacant des mi-lourds face à l'allemand Thomas Ulrich par arrêt de l'arbitre à la 10e reprise.
- 29 juin 2007: champion de France des mi-lourds en battant aux points le tenant du titre Karim Bennama[1].